# La tigre (film 1958)
La tigre (Harry Black) è un film del 1958 diretto da Hugo Fregonese.

## Trama
Il cacciatore professionista Harry Black arriva in India per uccidere una tigre che sta minacciando gli abitanti di un villaggio. Mentre procede nella sua caccia, incontra numerose persone, tra cui il giovane, e forse troppo intelligente, Desmond Tanner e sua moglie Christine, che un tempo era stata fidanzata con Harry.

## Distribuzione
Girato in India tra gennaio e marzo del 1958, ebbe la sua prima proiezione il 22 luglio 1958. In seguito venne rieditato con il titolo Harry Black and the Tiger.
In DVD venne pubblicato nel 2016, dalla Golem.